# Трилобити
Трилобити (Trilobita) су изумрли зглавкари који су живели у морима и били веома бројни у палеозоику. Највиши степен развоја су достигли у камбријуму, а у перму су нестали са планете Земље. Сматра се да су живеле пузећи по морском дну или пливајући, док су најситније водиле планктински начин живота. Величина им се у просеку кретала од 4-10 cm, али су се јављали и јако ситни облици, нпр. неке планктонске врсте које нису прелазиле 0,5 mm, као и врсте веће од 75 cm. Храниле су се другим животињама или органским отпацима из муљевитог морског дна.

## Телесни региони
Тело им је било овално, дорзо-вентрално спљоштено и заштићено скелетом. Попречним и уздужним бразадама тело је било подељено на три режња (по чему су добили име):
- глава (cephalon)
- труп (torax)
- репни штит (pigidium).

Целом дужином тела се уздизало узвишење од кога су се бочно пружале две ниже-постављене површине. У главеном делу се то узвишење назива глабела (glabella), а бочне површине су образи (gennae), док се на трупу звало трахис (trachis), а бочне површине су биле плеуре.

### Главени регион
Глава се састојала од акрона и 4 придодата сегмента који су на леђној страни спојени и граде заштитну, полукружну плочу названу карапакс. Са обе стране глабеле налазе се добро развијене очи, а на вантралној страни се налазе уста иза набора у облику усне који се назива лабрум.
Бочно од лабрума налазе се:
- две крупне сегментисане антене које су хомологе антенама 1 ракова и антенама инсеката;
- четири пара једнаких, главених екстремитета који су слични екстремитетима осталих телесних региона.

Екстремитети су двограни:
- унутрашња грана служи за ходање и изграђена је од 7 сегмената од којих последњи образује кукицу;
- спољашња грана је слабије развијена (број сегмената који је граде варира) и носи шкрге у виду многобројних филамената

### Трупни регион
Труп трилобита се састојао од различитог броја сегмената, од 2 - 29, који су били покретно зглобљени што је омогућавало да се склупчају штитећи на тај начин осетљиву трбушну страну.

### Репни штит
Изграђен је од неколико сегмената чији број варира и који се постепено смањују идући ка задњем крају тела. Дуж дорзалне (леђне) стране тела ови сегменти се спајају градећи штит.

## Унутрашња грађа
Грађа унутрашњих, меканих делова тела је потпуно непозната, али се сматра да је веома слична данашњим зглавкарима.

## Развиће
Одвија се преко ларених ступњева:
- протаспис
- мераспис
- холаспис.

Из оплођених јаја излеже се ситна, дужине око 1 mm, планктонска протаспис ларва која се састојала од акрона и 4 сегмента покривена карапаксом. Пресвлачењем од ње се образује мераспис ларва која поред главеног региона добија и пигидијум. Последњи ларвени стадијум, холаспис се пресвлачи неколико пута да би постигла изглед одрасле јединке.